# Textilkaufhaus Brenninkmeyer

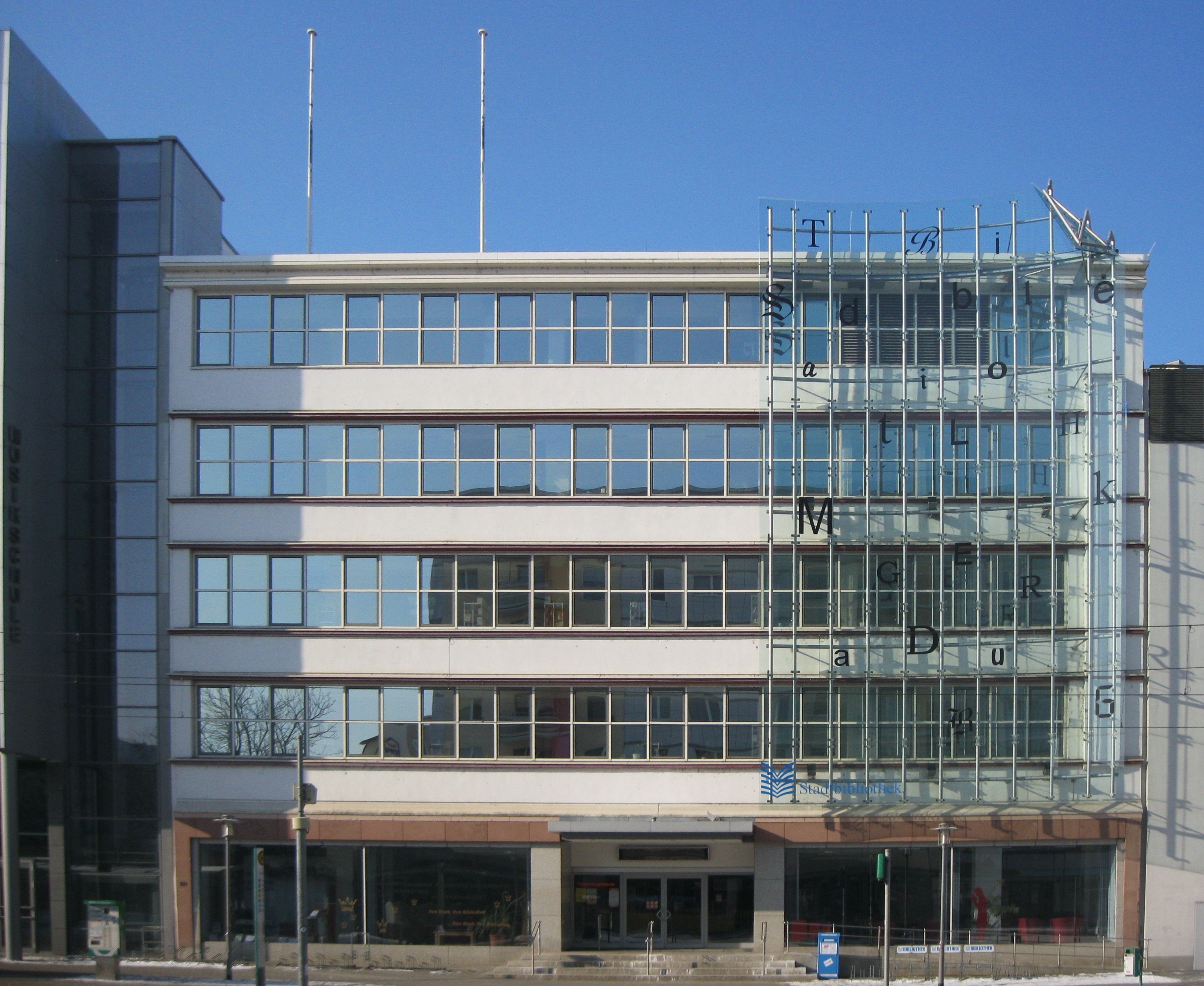
Magdeburg, Breiter Weg 109 im Jahr 2012

Das Textilkaufhaus Brenninkmeyer ist ein denkmalgeschütztes ehemaliges Kaufhaus in Magdeburg in Sachsen-Anhalt. Derzeit ist es Sitz der Stadtbibliothek Magdeburg.

## Lage
Das Kaufhaus befindet sich auf der Westseite des Breiten Wegs an der Adresse Breiter Weg 109, nahe des nördlichen Endes der Straße in der Magdeburger Altstadt. Nördlich grenzt das Opernhaus Magdeburg, südlich das Konservatorium Georg Philipp Telemann an.

## Geschichte
Ursprünglich befanden sich auf dem Grundstück zwei Anwesen.

### Vorgängerbebauung

#### Bauten ab 1631
Im nördlichen Teil befand sich 1631 ein Hans Friederich gehörendes Haus. Er wurde auch als Hans Anklam bezeichnet, gemeint war damit wohl ein Hans Friederich aus Anklam. Seine Erben veräußerten die wohl infolge der Zerstörung Magdeburgs im Jahr 1631 unbebaute Stätte im Jahr 1650 für 125 Taler an Samuel Witte. Witte bebaute das Grundstück dann umgehend mit einem kleinen Haus. Wohl 1665 veräußerte Witte es gemeinsam mit dem südlich angrenzenden Grundstück für 4575 Taler an den Amtmann Kilian Goldstein, der beide Grundstücke in der Zeit bis 1684 an seine Witwe vererbte. Sie trennte die Grundstücke wieder und überließ das nördliche in der Zeit bis 1687 ihrem Schwiegersohn, dem Advokaten Ernst Friedrich Rose (auch Rosen). Er wurde zuletzt 1696 erwähnt. Die Witwe des kurfürstlichen Münzmeisters Johann Ehlers veräußerte das Haus 1698 für 400 Taler an den Brauer Martin Wilkening, der in der Zeit um 1700 starb. Bis 1706 heiratete seine Witwe Johann Heinrich von Jerusalem, der bis 1731 Eigentümer blieb.
Auf dem südlichen Teil des Grundstücks befand sich das Brauhaus Zu den drei goldenen Sternen, zu dem als Hinterhaus auch das Grundstück Zschokkestraße 4 gehörte. Im Jahr 1631 gehörte es Nikolaus Schreiber, 1648 Franz Lappe bzw. seiner Ehefrau Gertrud, geborene Gratz. Von ihr erbte die Witwe von Hans Friedrich die Stätte. Sie veräußerte die Stätte 1650 für 325 Taler an Samuel Witte, dem auch das nördlich angrenzende Grundstück gehörte. Bis um 1687 blieben die beiden Grundstücke so zunächst in der gleichen Hand. Goldsteins Witwe veräußerte 1696 das Brauhaus für 2350 Taler an den Brauer Johann Kempfer, der in der Zeit bis 1706 verstarb. Seine Witwe verkaufte das Grundstück im Jahr 1717 für 4800 Taler an den Schwiegersohn Johann Kaspar Eitze, der bis 1731 Eigentümer blieb.

#### Arbeitshaus
Anna Marie Rudolphi erwarb dann das Grundstück und vereinigte die beiden Teile wieder. 1786 erwarb die Stadt Magdeburg das Anwesen für 2450 Taler in Gold und richtete ein freiwilliges Arbeitshaus ein. Der König Friedrich der Große hatte auf eine Bitte hin hierfür im Juli 1786 eine Summe von 5000 Talern dem Magdeburger Almosenkollegium zur Verfügung gestellt. Am 8. November 1786 gab das Kollegium bekannt, dass jeder Arme unentgeltlich in geheizten Räumen Wolle und Flachs zum Spinnen und dafür den gewöhnlichen Spinnerlohn erhalte. Auch die Verrichtung selbst mitgebrachter Arbeiten wie Nähen, Stricken und Spinnen war möglich. Die Anstalt wurde am 4. Dezember 1786  als Freiwillige Arbeitsanstalt eröffnet. Schon Ende Dezember arbeiteten 70 Menschen im Haus.
Das Arbeitshaus wurde im Jahr 1800 als massives, zweigeschossiges Gebäude beschrieben. Es verfügte über eine Einfahrt sowie einen Eingang zum Nebenhaus. Im Erdgeschoss war eine Expeditionsstube, die Wohnung des Spinnemeisters, eine große Stube sowie zwei Niederlagen zur Lagerung von Rohmaterialien und fertiger Ware untergebracht. Im Nebenhaus befanden sich zwei kleine Stuben und Zubehör zur Wohnung des Buchhalters. Im Obergeschoss waren drei Schulstuben, ein großer Saal für Religionsübungen sowie eine Stube für den Armenvoigt und eine weitere Stube für die Aufbewahrung von Wolle eingerichtet. Das direkt angrenzende zweigeschossige Nebengebäude verfügte über zwei große Spinnsäle. Ein dahinter stehendes, gleich hohes Gebäude beherbergte zwei weitere Spinnsäle. Auf dem zum Anwesen gehörenden geräumigen Hof befanden sich ein gemauerter Tiefbrunnen sowie mehrere kleinere Gebäude, eine Scheuer sowie ein Garten und zwei verpachtete Gartenhäuser.
In der Zeit um 1823 betrieb der Magistrat der Stadt die Freiwillige Arbeitsanstalt, die vom Armenvorsteher Ludwig Meyer geführt wurde. Im Haus wohnte auch der Spinnmeister Joseph Zick. Rechnungsprüfung und Registratur der Anstalt wurde von Johann Christian Ferchland wahrgenommen.

#### Schule
Mit der Einführung der Städte-Ordnung wurde das Arbeitshaus im Jahr 1832 aufgehoben. Das Grundstück wurde dann als Schule genutzt, die 1861 aufgestockt wurde. Später wurde für das Grundstück ein zweigeschossiges Wohnhaus, zum Teil in Fachwerkbauweise, zum Teil in massiver Bauweise errichtet, beschrieben. Um 1890 wurde das Haus im Rahmen einer Verbreiterung der Straße abgerissen. Die zunächst erhaltenen Rest- und Nebengebäude des Grundstücks wurden 1904/1905 abgerissen. Der Hausstein des Gebäudes gelangte in das 1906 gegründete Kaiser-Friedrich-Museum.
Im Schulhaus war die Erste Volksmädchenschule untergebracht. In der siebenstufigen Schule wurden 1913 in 16 Klassen 725 Schülerinnen unterrichtet. Im Jahr 1920 wurden in der Schule Notwohnungen untergebracht.

### Kaufhaus
Im April 1929 begannen der Abriss der Vorgängerbebauung und der anschließende Neubau eines Kaufhauses für die C & A Brenninkmeyer. Der fünfgeschossige Neubau nahm die neue Fluchtlinie des Breiten Wegs auf und wurde in den für die Warenhausarchitektur der Bauzeit typischen Formen gestaltet. Der Entwurf stammte vom Berliner Architekten Sepp Kaiser und scheint von den Bauten Erich Mendelsohns inspiriert. 
Im Zweiten Weltkrieg wurde das Haus 1944/1945 bei Luftangriffen beschädigt, konnte jedoch 1945/46 wieder hergestellt werden. Das vierte Obergeschoss wurde dabei zurückgebaut. Noch 1950 wurde C & A Brenninkmeyer als Eigentümer geführt. Später wurde das Kaufhaus von der HO betrieben. Es wurde dann das Kaufhaus Olympia für Sportbedarf untergebracht.
Mit Beschluss des Stadtrates im Dezember 1997 erwarb die Stadt Magdeburg das Gebäude, um hier die Stadtbibliothek unterzubringen. 1998 zog die Magdeburger Stadtbibliothek in das Haus, das entsprechend umgebaut wurde.

## Architektur

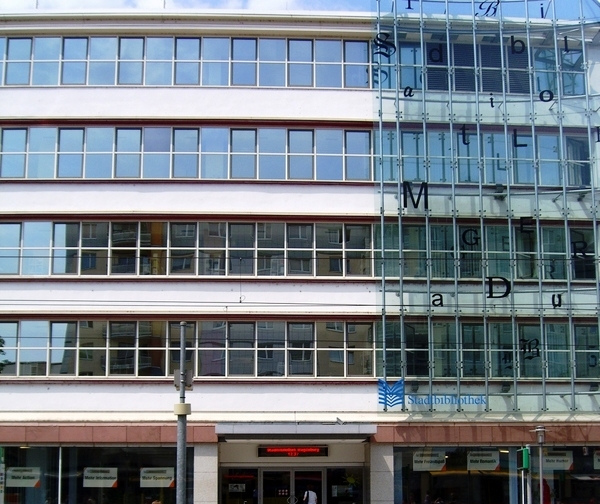
Fassade, 2011

Das Gebäude verfügt über ein Stahlbetonskelett und eine straff horizontal gegliederte Fassade. Horizontale Fensterbänder ziehen sich ohne Unterbrechung von Stützelementen über die gesamte Breite des Hauses. Ursprünglich bestanden noch fein profilierte Gesimse sowie Sprossenfenster. Am nördlichen (rechten) Ende des Hauses bestand ursprünglich eine farbige Lichtstele mit dem Firmenemblem, die so einen vertikalen Gegenakzent zur horizontalen Prägung der Fassade setzt. 
Im Denkmalverzeichnis des Landes Sachsen-Anhalt ist das Kaufhaus unter der Erfassungsnummer 094 71041 als Baudenkmal verzeichnet.
Das Haus ist prägend für das Straßenbild am nördlichen Ende des Breiten Wegs. Es ist das einzige erhaltene historische Warenhaus in Magdeburg und gilt als wichtiges Zeugnis der Architektur der 1920er Jahre, in denen Magdeburg unter Stadtbaurat Johannes Göderitz ein Zentrum des Neuen Bauens war.

## Hausstein

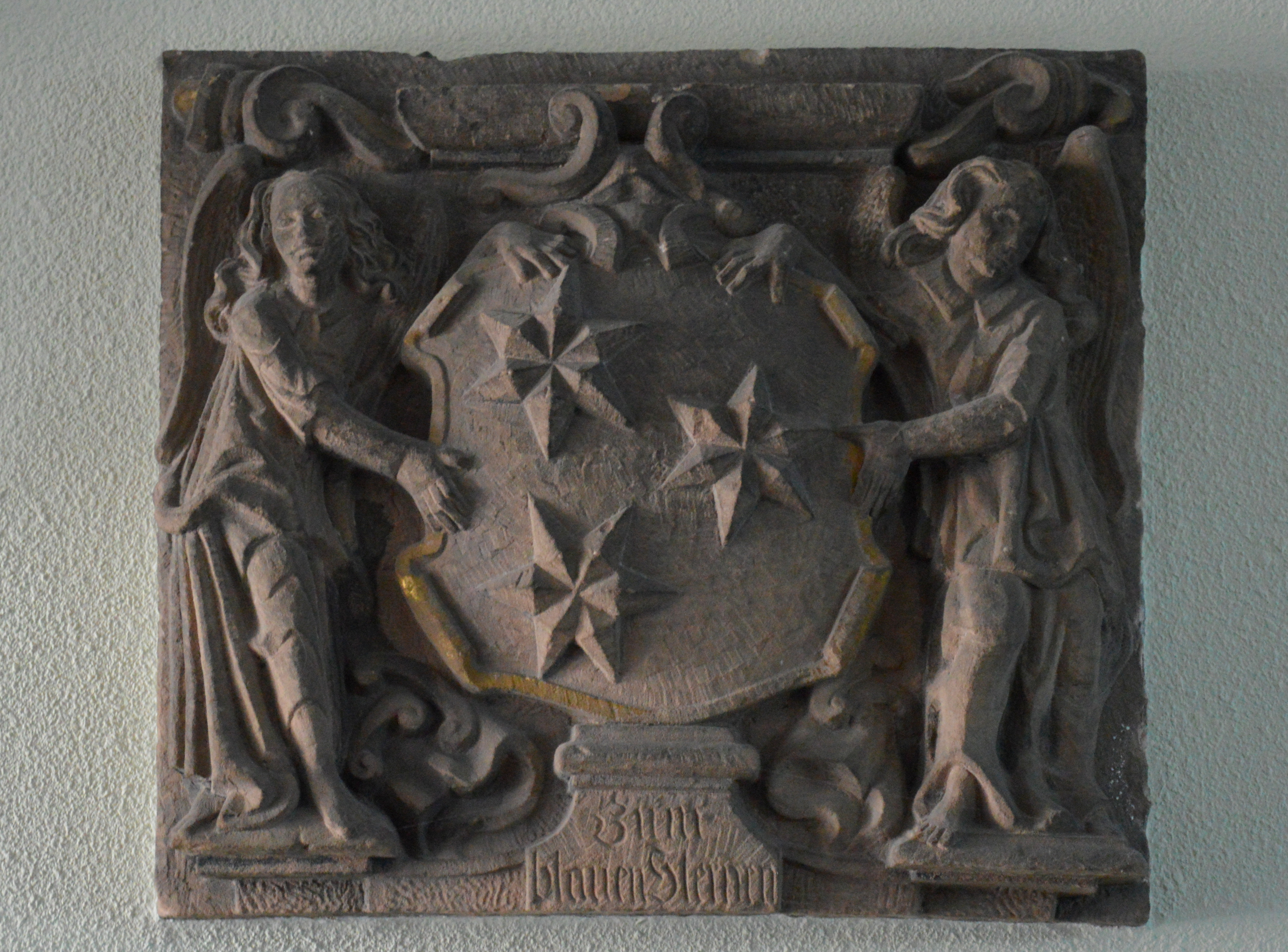
Kopie des Haussteins mit falscher Beschriftung

Der Hausstein des Brauhauses Zu den drei goldenen Sternen zeigt einen von zwei Engeln gehaltenen Schild, auf dem sich drei sechszackige Sterne befinden. Es gab Pläne den Stein mit in die Hauszeichenwand am Alten Markt zu integrieren. Der Stein wurde aber als zu verwittert bewertet. Man entschloss sich daher zur Anfertigung einer Kopie. Versehentlich wurde der Stein dabei jedoch dem Haus Zum blauen Stern (Breiter Weg 170) zugeordnet und dann auch so beschriftet. Diese Kopie wurde Teil der Hauszeichenwand.